# Rebecca Binder
Pour les articles homonymes, voir Binder.
Rebecca Binder est une architecte américaine née en 1951 dans le New Jersey.
Rebecca Binder est diplômée en architecture de l'université de Californie en 1975. En 1979, Rebecca s'inscrit à l'ordre de architectes californiens et ouvre son agence. De 1978 à 1988, elle enseigne au Southern California Institute of Architecture et est membre du American Institute of Architects depuis 1991.

## Principales réalisations
- Syndicat des étudiants de l'UCLA Los Angeles, États-Unis
- Centre médical orthopédique Los Angeles, États-Unis